# James Dashner
James Smith Dashner (Austell, 26 novembre 1972) è uno scrittore statunitense, autore di romanzi di fantascienza distopica, noto soprattutto per la serie The Maze Runner.

## Biografia
James Dashner è nato il 26 Novembre 1972 a Austell, in Georgia, come uno dei sei figli della famiglia.Fu educato alla religione mormone. Aveva la passione della scrittura fin da piccolo visto che già all'età di 10 anni utilizzava la macchina da scrivere dei suoi genitori. Ha frequentato la Duluth High School di Atlanta, nel 1991. Sì è trasferito successivamente a Provo, Utah, per poter continuare i suoi studi alla Brigham Young University, dove ha ricevuto un master in contabilità. Ora vive nello Utah con la moglie Lynette Anderson e i quattro figli. Dopo diversi anni di lavoro nella finanza, è diventato scrittore a tempo pieno.

### Accuse di molestie sessuali
Nel febbraio 2018 sono stati resi pubblici dei commenti anonimi sul sito web School Library Journal, i quali sostenevano che Dashner avesse commesso molestie sessuali: nel dettaglio, quattro dei commentatori anonimi hanno affermato di essere stati/e molestati/e da Dashner e altri due hanno affermato di aver denunciato Dashner in un sondaggio lanciato da Medium sulle molestie tra i membri del mondo dell'editoria per bambini. Altri due utenti anonimi hanno invece difeso Dashner, affermando che le affermazioni sono "false", e anche un'altra utente, che aveva affermato di aver subito molestie da Dashner, ha poi ritirato l'accusa, scrivendo di  "averla inventata".

In seguito a ciò, l'agente di Dashner, Michael Bourret, ha dichiarato che "non poteva in coscienza continuare a lavorare con lui". Dashner, che inizialmente non ha risposto alle accuse, ha poi pubblicato una dichiarazione su Twitter in cui affermava di essersi preso "alcuni giorni per fare introspezione, per capire se sono stato parte del problema. Penso di esserlo stato". L'autore ha poi affermato:
Non ho onorato o compreso appieno i confini e le dinamiche di potere. Posso sinceramente dire che non ho mai ferito intenzionalmente un'altra persona. Ma per le persone colpite, sono così profondamente dispiaciuto. Sto prendendo molto sul serio tutte le critiche e le accuse, e cercherò consulenza e aiuto per affrontarli.
L'editore di Dashner, la Penguin Random House, ha dichiarato che non pubblicherà altri suoi libri. Le accuse sono entrate a far parte del più ampio movimento Me Too.

## Opere

### Maze Runner(The Maze Runner Series)
- Trilogia principale

1. Il labirinto - Maze Runner (The Maze Runner, 2009), Fanucci 2014 (già pubblicato nel 2011 come Il Labirinto)
2. La fuga - Maze Runner (The Scorch Trials, 2010), Fanucci 2014 (già pubblicato nel 2012 come La via di fuga)
3. La rivelazione - Maze Runner (The Death Cure, 2011), Fanucci 2014

- Altri romanzi

1. Il Palazzo degli Spaccati - Maze Runner (Crank Palace, 2020), Fanucci 2020 (il romanzo è ambientato durante gli eventi de La rivelazione)

- Prequel

1. La mutazione - Maze Runner (The Kill Order, 2012), Fanucci 2014
2. Il codice - Maze Runner (The Fever Code , 2016), Fanucci 2016

- Sequel di Maze Runner. Maze cutter

1. Il Veliero del Labirinto, Fanucci, 06 dicembre 2021 (il romanzo è il primo volume della nuova trilogia sequel, "Wicked String")
2. Il Labirinto della Trinità, Fanucci 31 ottobre 2023
3. Il labirinto della verità, Fanucci 09 settembre 2025

### The Mortality Doctrine
1. VirtNet Runner - Il giocatore (The Eye of Minds, 2013), Fanucci 2015
2. VirtNet Runner - Il programma (The Rule of Thoughts, 2014), Fanucci 2015
3. VirtNet Runner - Il Gioco della Vita (The Game of Lives, 2015), Fanucci 2016

Esiste anche un prequel - solo in lingua originale e disponibile in e-book - dal titolo Gunner Skale (2014).

### The 13th Reality(inedita in Italia)
1. The Journal of Curious Letters (2008)
2. The Hunt for Dark Infinity (2009)
3. The Blade of Shattered Hope (2010)
4. The Void of Mist and Thunder (2012)

### Infinity Ring (2011-2015)
Questa saga presenta 8 libri scritti da vari autori, tra i quali Dashner che ha contribuito con il primo e il settimo romanzo.
1. A Mutiny in Time - James Dashner
2. Divide and Conquer - Carrie Ryan
3. The Trap Door - Lisa McMann
4. Curse of the Ancients - Matt de la Pena
5. Cave of Wonders - Matthew J. Kirby
6. Behind Enemy Lines - Jennifer A. Nielsen
7. The Iron Empire - James Dashner
8. Eternity - Matt de la Pena

### Altre opere
1. La maledizione della torre (The House of tongues, 2021), Sperling & Kupfer 2022

## Trasposizioni cinematografiche
Dal primo libro è stato tratto Maze Runner - Il labirinto, uscito il 15 settembre 2014 in America e l'8 ottobre in Italia, mentre il secondo Maze Runner - La fuga, è uscito il 18 settembre 2015 negli Stati Uniti e il 15 ottobre in Italia.
La 20th Century Fox, dopo aver acquistato i diritti del terzo volume, ha distribuito il film Maze Runner - La rivelazione (Maze Runner: The Death Cure), la cui uscita, inizialmente prevista per il 17 febbraio 2017 negli Stati Uniti, è slittata al 18 gennaio 2018 in seguito all'incidente che ha subito Dylan O'Brien il primo giorno di riprese e che aveva portato alla sospensione delle stesse.